# Florence Delaunay
Florence Delaunay, nascida em 1956 em Chinon (Indre-et-Loire), é uma política francesa. Foi por três vezes deputada pelo 1.º círculo eleitoral de Landes, como candidata suplente de Alain Vidalies, quando este era Ministro das Relações com a Assembleia da República, e posteriormente Ministro dos Transportes. Ela foi a primeira mulher a ser deputada à Assembleia Nacional de Landes.

## Biografia
Originária da Touraine, ingressou na função pública local em 1974 e mudou-se para a Aquitânia em 1998, quando foi contratada como diretora-geral de serviços do município de Saint-Sever. Em 2002, foi diretora de serviços da comunidade de municípios Côte Landes Nature, que na época era chamada de Comunidade de municípios do Cantão de Castets.